# NGC 4515
NGC 4515 este o galaxie spirală situată în constelația Părul Berenicei. A fost descoperită în 21 martie 1784 de către William Herschel. Se află la o distanță de 15,92 megaparseci de Pământ.